# Llista de rellotges de sol de l'Alt Penedès
Llista de rellotges de sol instal·lats de forma permanent en espais públics de la comarca de l'Alt Penedès.

## Avinyonet del Penedès
| Nom                                       | Descripció                                                 | Localització                                                             | Coordenades                                          | Fitxa | Imatge                                                                                      |
| ----------------------------------------- | ---------------------------------------------------------- | ------------------------------------------------------------------------ | ---------------------------------------------------- | ----- | ------------------------------------------------------------------------------------------- |
| Cal Vendrell                              | Inscripció: El temps és or                                 | Avinyonet del Penedès A 1,1 km del nucli de les Gunyoles                 | 41° 21′ 09″ N, 1° 46′ 13″ E / 41.352443°N,1.770246°E | fitxa | Carregueu una nova foto                                                                     |
| Mas Bertran                               |                                                            | Avinyonet del Penedès Mas Bertran                                        |                                                      | fitxa | Carregueu una nova foto                                                                     |
| Can Ràfols dels Caus                      |                                                            | Avinyonet del Penedès BV-2411 km 24,6                                    | 41° 21′ 30″ N, 1° 48′ 04″ E / 41.358400°N,1.801083°E | fitxa | Can Ràfols dels Caus (Avinyonet del Penedès) · Carregueu una nova foto                      |
| Cal Fontanals, Caves Avinyó               |                                                            | Avinyonet del Penedès Ctra. BV-2429, km 25                               | 41° 22′ 17″ N, 1° 46′ 04″ E / 41.371439°N,1.767676°E | fitxa | Cal Fontanals (Avinyonet del Penedès) · Carregueu una nova foto                             |
| Mas Comtal                                |                                                            | Avinyonet del Penedès Poper al nucli urbà de Sant Cugat Sesgarrigues     | 41° 22′ 08″ N, 1° 45′ 12″ E / 41.368883°N,1.753433°E | fitxa | Mas Comtal (Avinyonet del Penedès) · Carregueu una nova foto                                |
| Sant Joan de la Foradada                  |                                                            | Avinyonet del Penedès                                                    |                                                      | fitxa | Carregueu una nova foto                                                                     |
| Can Moral                                 | Inscripció: Beneit sia el nou dia i el Déu que ens l'envia | Avinyonet del Penedès L'Arboçar de Dalt                                  |                                                      | fitxa | Carregueu una nova foto                                                                     |
| Cal Fassinaire                            |                                                            | Avinyonet del Penedès Pati interior. Avinyó Nou                          |                                                      | fitxa | Carregueu una nova foto                                                                     |
| Can Pujol                                 |                                                            | Avinyonet del Penedès Cantallops                                         |                                                      | fitxa | Carregueu una nova foto                                                                     |
| Can Carbó                                 | Inscripció: Can Carbó                                      | Avinyonet del Penedès C. de la Sínia. Cantallops                         | 41° 22′ 02″ N, 1° 47′ 59″ E / 41.367100°N,1.799600°E | fitxa | Carregueu una nova foto                                                                     |
| Carrer Padró, 6                           | Inscripció: Jo sense Sol i tú sense Fe no som res          | Avinyonet del Penedès C. Padró 6. Les Gunyoles                           |                                                      | fitxa | Carregueu una nova foto                                                                     |
| Cal Mestres (Avinyonet del Penedès)       |                                                            | Avinyonet del Penedès C. Torre Romana, tocant pl. Església. Les Gunyoles | 41° 21′ 08″ N, 1° 46′ 47″ E / 41.352336°N,1.779679°E | fitxa | Cal Mestre (Avinyonet del Penedès) · Carregueu una nova foto                                |
| Església de Sant Salvador de les Gunyoles |                                                            | Avinyonet del Penedès Les Gunyoles                                       | 41° 21′ 08″ N, 1° 46′ 48″ E / 41.352304°N,1.780026°E | fitxa | Església de Sant Salvador de les Gunyoles (Avinyonet del Penedès) · Carregueu una nova foto |
| Can Segarra                               |                                                            | Avinyonet del Penedès C. de Baix 19. Sant Sebastià dels Gorgs            | 41° 22′ 51″ N, 1° 46′ 02″ E / 41.380750°N,1.767200°E | fitxa | Carregueu una nova foto                                                                     |

## Castellet i la Gornal
| Nom                                  | Descripció                                               | Localització                                                    | Coordenades                                        | Fitxa | Imatge                                                               |
| ------------------------------------ | -------------------------------------------------------- | --------------------------------------------------------------- | -------------------------------------------------- | ----- | -------------------------------------------------------------------- |
| Cal Raventós                         |                                                          | Castellet i la Gornal                                           |                                                    | fitxa | Carregueu una nova foto                                              |
| Mas Lluet                            | Inscripció: Quan el sol em tocarà sabràs l'hora que serà | Castellet i la Gornal Prop nucli urbà de Sant Marçal            |                                                    | fitxa | Carregueu una nova foto                                              |
| Molí de Can Galtés                   | Inscripció: Pau en aquesta llar                          | Castellet i la Gornal                                           | 41° 14′ 39″ N, 1° 39′ 42″ E / 41.24409°N,1.66176°E | fitxa | Molí de Can Galtés (Castellet i la Gornal) · Carregueu una nova foto |
| La Casa Gran                         |                                                          | Castellet i la Gornal L'era de la Casa Gran 5. Clariana de Dalt |                                                    | fitxa | Carregueu una nova foto                                              |
| Carrer Major, 5                      |                                                          | Castellet i la Gornal C. Major, 5. Les Masuques                 |                                                    | fitxa | Carregueu una nova foto                                              |
| Ca la Montserrat                     |                                                          | Castellet i la Gornal C. de les Flors 1. Les Masuques           |                                                    | fitxa | Carregueu una nova foto                                              |
| Cal Bonhome                          |                                                          | Castellet i la Gornal C. de les Flors, 19. Les Masuques         |                                                    | fitxa | Carregueu una nova foto                                              |
| Cal Martí                            |                                                          | Castellet i la Gornal Les Masuques                              |                                                    | fitxa | Carregueu una nova foto                                              |
| Cal Sebastià                         |                                                          | Castellet i la Gornal C. de les Flors, 9. Les Masuques          |                                                    | fitxa | Carregueu una nova foto                                              |
| Can Romagosa                         | Inscripció: 1980 KIKO                                    | Castellet i la Gornal Les Masuques                              |                                                    | fitxa | Carregueu una nova foto                                              |
| Masia Cassanyes, Caves Oriol Rossell |                                                          | Castellet i la Gornal Afores de Sant Marçal                     | 41° 17′ 53″ N, 1° 36′ 38″ E / 41.29815°N,1.61063°E | fitxa | Carregueu una nova foto                                              |
| Masia els Pous                       |                                                          | Castellet i la Gornal Sant Marçal                               |                                                    | fitxa | Carregueu una nova foto                                              |
| Can Rossell                          |                                                          | Castellet i la Gornal Torrelletes                               |                                                    | fitxa | Carregueu una nova foto                                              |

## Castellví de la Marca
| Nom                    | Descripció                                     | Localització                                           | Coordenades                                          | Fitxa | Imatge                  |
| ---------------------- | ---------------------------------------------- | ------------------------------------------------------ | ---------------------------------------------------- | ----- | ----------------------- |
| Cal Ton                |                                                | Castellví de la Marca                                  |                                                      | fitxa | Carregueu una nova foto |
| Can Margarit           |                                                | Castellví de la Marca                                  |                                                      | fitxa | Carregueu una nova foto |
| Can Morgades del Grau  |                                                | Castellví de la Marca Ctra. BV-2128                    | 41° 20′ 47″ N, 1° 35′ 49″ E / 41.346282°N,1.597°E    | fitxa | Carregueu una nova foto |
| Can Puig-rodó          | Inscripció: El sol surt per tothom             | Castellví de la Marca Ctra. BV-2176, km 7,3            | 41° 19′ 52″ N, 1° 35′ 00″ E / 41.330982°N,1.583359°E | fitxa | Carregueu una nova foto |
| Can Requesens          |                                                | Castellví de la Marca El Mas de la Pansa. BV-2176 km 5 | 41° 19′ 40″ N, 1° 36′ 16″ E / 41.327817°N,1.604467°E | fitxa | Carregueu una nova foto |
| El Mas de la Pansa     |                                                | Castellví de la Marca BV-2176 km 4.800                 | 41° 19′ 36″ N, 1° 36′ 24″ E / 41.326767°N,1.606533°E | fitxa | Carregueu una nova foto |
| Els Masets dels Cosins |                                                | Castellví de la Marca                                  | 41° 19′ 58″ N, 1° 35′ 36″ E / 41.332800°N,1.593450°E | fitxa | Carregueu una nova foto |
| Cellers Jansà          |                                                | Castellví de la Marca                                  |                                                      | fitxa | Carregueu una nova foto |
| Cal Pau Vies           |                                                | Castellví de la Marca BV-2176 km 1, les Casetes        | 41° 18′ 48″ N, 1° 38′ 16″ E / 41.313283°N,1.637767°E | fitxa | Carregueu una nova foto |
| Cal Planes             | Inscripció: Si a Cal Planes vas, l'hora sabràs | Castellví de la Marca Les Conilleres                   |                                                      | fitxa | Carregueu una nova foto |
| Cal Rius               |                                                | Castellví de la Marca Les Conilleres                   |                                                      | fitxa | Carregueu una nova foto |

## Font-rubí
| Nom                                       | Descripció | Localització                                                                | Coordenades                                          | Fitxa | Imatge                                                                                     |
| ----------------------------------------- | --- | --------------------------------------------------------------------------- | ---------------------------------------------------- | ----- | ------------------------------------------------------------------------------------------ |
| Barri de Santa Maria, 65                  | | Font-rubí Barri de Santa Maria, 65                                          | 41° 25′ 03″ N, 1° 40′ 42″ E / 41.417400°N,1.678200°E | fitxa | Carregueu una nova foto                                                                    |
| Ca la Teresa                              | | Font-rubí Prop de Cal Ramon Mosca, vora el torrent                          |                                                      | fitxa | Carregueu una nova foto                                                                    |
| Cal Mosca                                 | | Font-rubí                                                                   |                                                      | fitxa | Cal Mosca (Font-rubí) · Carregueu una nova foto                                            |
| Cal Músic                                 | | Font-rubí                                                                   |                                                      | fitxa | Carregueu una nova foto                                                                    |
| Cal Paleta                                | | Font-rubí Prop del nucli de l'Avellà                                        |                                                      | fitxa | Carregueu una nova foto                                                                    |
| Cal Pau Traça                             | | Font-rubí                                                                   |                                                      | fitxa | Carregueu una nova foto                                                                    |
| Cal Ramon Mosca                           | | Font-rubí Número 2, ctra. de Vilafranca a Font-rubí. Guardiola de Font-rubí |                                                      | fitxa | Carregueu una nova foto                                                                    |
| Can Romeu                                 | Inscripció: Romeu que vas per la vida / Camí del Regne del Cel / Res en fórem tu ni jo / Sense Sol i sense Déu | Font-rubí Can Romeu, n. 3, 5 i 6                                            | 41° 26′ 07″ N, 1° 35′ 47″ E / 41.435384°N,1.596439°E | fitxa | Can Romeu (Font-rubí) · Vegeu més fotos · Carregueu una nova foto                          |
| Església de Sant Feliu                    | | Font-rubí Parròquia de Santa Maria, dalt d'un turó                          | 41° 26′ 13″ N, 1° 35′ 18″ E / 41.436909°N,1.588348°E | fitxa | Carregueu una nova foto                                                                    |
| Església de Santa Maria de Bellver        | | Font-rubí                                                                   | 41° 25′ 25″ N, 1° 39′ 41″ E / 41.423617°N,1.661367°E | fitxa | Església de Santa Maria de Bellver (Font-rubí) · Vegeu més fotos · Carregueu una nova foto |
| Mas Moió                                  | | Font-rubí Ribera dreta de la riera de Vilobí                                | 41° 25′ 17″ N, 1° 37′ 29″ E / 41.421315°N,1.624781°E | fitxa | Mas Moió (Font-rubí) · Vegeu més fotos · Carregueu una nova foto                           |
| Mas Rossell                               | | Font-rubí                                                                   |                                                      | fitxa | Carregueu una nova foto                                                                    |
| Cal Pipes                                 | Inscripció: Jo hi poso el temps i tu l'has d'omplir                                                            | Font-rubí L'Avellà                                                          |                                                      | fitxa | Cal Pipes (Font-rubí) · Carregueu una nova foto                                            |
| Cal Via de l'Avellà                       | | Font-rubí Ctra. BP-2126, km 4,8, l'Avellà                                   | 41° 26′ 36″ N, 1° 36′ 28″ E / 41.443258°N,1.607866°E | fitxa | Cal Via de l'Avellà (Font-rubí) · Vegeu més fotos · Carregueu una nova foto                |
| Can Gavatx, actualment Ca l'Olivella      | | Font-rubí Número 13, l'Avellà                                               |                                                      | fitxa | Carregueu una nova foto                                                                    |
| Cal Mas de la Mosca                       | | Font-rubí Barri de l'Alzinar, Guardiola de Font-rubí                        |                                                      | fitxa | Cal Mas de la Mosca (Font-rubí) · Carregueu una nova foto                                  |
| Cal Pau Gervasi de la Serra, Ca la Llúcia | | Font-rubí Barri de Cal Cintet, Guardiola de Font-rubí                       |                                                      | fitxa | Cal Pau Gervasi de la Serra (Font-rubí) · Carregueu una nova foto                          |
| Cal Pep Pinyol                            | | Font-rubí Guardiola de Font-rubí                                            |                                                      | fitxa | Carregueu una nova foto                                                                    |
| Cal Xic del Mel                           | | Font-rubí Barri de Cal Cintet, n. 49, Guardiola de Font-rubí                |                                                      | fitxa | Carregueu una nova foto                                                                    |
| Can Llobet                                | | Font-rubí Barri de l'Alzinar, Guardiola de Font-rubí                        |                                                      | fitxa | Carregueu una nova foto                                                                    |

## Gelida
| Nom                                                             | Descripció | Localització                                                                     | Coordenades                                          | Fitxa | Imatge                                                                  |
| --------------------------------------------------------------- | --- | -------------------------------------------------------------------------------- | ---------------------------------------------------- | ----- | ----------------------------------------------------------------------- |
| Antiga casa Hostal                                              | Inscripció: Any 1825 | Gelida Prop molí fariner Cal Piula i de les Cases Noves                          |                                                      | fitxa | Carregueu una nova foto                                                 |
| Carrer dels Tarongers, 20                                       | Inscripció: Qui te sol que més vol?                                                                                        | Gelida C. dels Tarongers, 20, jardí interior                                     |                                                      | fitxa | Carregueu una nova foto                                                 |
| Barri del Puig, 35-37                                           | | Gelida Barri del Puig, 35-37                                                     |                                                      | fitxa | Carregueu una nova foto                                                 |
| Carrer Pau Sunyol, 9                                            | Inscripció: És hora de ser feliç                                                                                           | Gelida C. Pau Sunyol, 9                                                          |                                                      | fitxa | Carrer Pau Sunyol, 9 (Gelida) · Carregueu una nova foto                 |
| Ca l'Emili                                                      | | Gelida Barri de cal Parenostres, ctra. C 243b de Gelida a Sant Sadurní, km. 11,5 |                                                      | fitxa | Ca l'Emili (Gelida) · Carregueu una nova foto                           |
| Ca l'Esteve del Puig                                            | | Gelida Barri del Puig de Gelida, ctra. de Gelida a Sant Sadurní                  |                                                      | fitxa | Carregueu una nova foto                                                 |
| Cal Banyes, antic molí fariner.                                 | | Gelida Prop de la reclosa del riu Anoia                                          |                                                      | fitxa | Carregueu una nova foto                                                 |
| Cal Bon Jan                                                     | | Gelida C. Major, 90                                                              |                                                      | fitxa | Carregueu una nova foto                                                 |
| Cal Camprodon                                                   | | Gelida Ctra. Gelida a Corbera                                                    |                                                      | fitxa | Carregueu una nova foto                                                 |
| Cal Dejú                                                        | Inscripció: Añ 1847 | Gelida C. del Sol, 11                                                            |                                                      | fitxa | Cal Dejú (Gelida) · Carregueu una nova foto                             |
| Cal Fèlix                                                       | | Gelida C. del Pi, 86                                                             |                                                      | fitxa | Carregueu una nova foto                                                 |
| Cal Font del Puig                                               | Inscripció: Volat irreparabile tempus                                                                                      | Gelida Barri del Puig, ctra. de Gelida a Sant Sadurní                            |                                                      | fitxa | Carregueu una nova foto                                                 |
| Cal Noi del Molí                                                | Inscripció: Año 1828 | Gelida Les Cases Noves n. 40                                                     |                                                      | fitxa | Cal Noi del Molí (Gelida) · Carregueu una nova foto                     |
| Cal Piula, molí fariner del Marquès de Gelida, façana principal | | Gelida Les Cases Noves                                                           |                                                      | fitxa | Carregueu una nova foto                                                 |
| Cal Piula, molí fariner del Marquès de Gelida (II)              | | Gelida Les Cases Noves                                                           |                                                      | fitxa | Carregueu una nova foto                                                 |
| Cal Piula                                                       | | Gelida Les Cases Noves                                                           |                                                      | fitxa | Carregueu una nova foto                                                 |
| Cal Terra                                                       | Inscripció: Jo sense sol i tu sense fe els dos no som res                                                                  | Gelida C. Major, 2-6                                                             | 41° 26′ 25″ N, 1° 51′ 53″ E / 41.440141°N,1.864803°E | fitxa | Cal Terra (Gelida) · Vegeu més fotos · Carregueu una nova foto          |
| Cal Ton de Carme                                                | Inscripció: Sols marco les hores brillants                                                                                 | Gelida C. del Sol, 29                                                            |                                                      | fitxa | Cal Ton de Carme (Gelida) · Carregueu una nova foto                     |
| Cal Ton Jepet                                                   | | Gelida Barri de la Valenciana, 12. Ctra. de Gelida a Sant Sadurní                |                                                      | fitxa | Carregueu una nova foto                                                 |
| Can Duran del Puig                                              | | Gelida Barri del Puig, ctra. de Gelida a Sant Sadurní                            | 41° 26′ 11″ N, 1° 50′ 53″ E / 41.4363°N,1.848051°E   | fitxa | Can Duran del Puig (Gelida) · Vegeu més fotos · Carregueu una nova foto |
| Can Ginebreda                                                   | | Gelida Ctra. de Gelida a Sant Sadurní, abans de can Martí de Dalt                | 41° 25′ 19″ N, 1° 51′ 49″ E / 41.421856°N,1.863686°E | fitxa | Carregueu una nova foto                                                 |
| Can Julià, façana lateral                                       | | Gelida Ctra. de Gelida a Sant Sadurní, revolt de la palmera                      |                                                      | fitxa | Carregueu una nova foto                                                 |
| Can Julià, façana posterior                                     | | Gelida Ctra. de Gelida a Sant Sadurní, revolt de la palmera                      |                                                      | fitxa | Carregueu una nova foto                                                 |
| Can Llopard de Dalt del Puig                                    | | Gelida Ctra. de Gelida a Sant Sadurní                                            |                                                      | fitxa | Carregueu una nova foto                                                 |
| Can Martí de Dalt o la Torrevella                               | | Gelida Façana principal, ctra. de Gelida a Sant Sadurní, km. 12                  | 41° 25′ 37″ N, 1° 50′ 56″ E / 41.426831°N,1.848854°E | fitxa | Can Martí de Dalt (Gelida) · Vegeu més fotos · Carregueu una nova foto  |
| Can Migrat                                                      | | Gelida Camí de la Font Freda cap a can Voltà                                     |                                                      | fitxa | Carregueu una nova foto                                                 |
| Can Miquel de les Planes                                        | | Gelida Camí de la Ferreria a Can Miquel                                          | 41° 26′ 35″ N, 1° 49′ 45″ E / 41.443123°N,1.829151°E | fitxa | Can Miquel de les Planes (Gelida) · Carregueu una nova foto             |
| Can Pasqual                                                     | Inscripció: Any 1808 | Gelida Ctra. de Gelida a Sant Llorenç                                            |                                                      | fitxa | Can Pasqual (Gelida) · Vegeu més fotos · Carregueu una nova foto        |
| Can Perejoanet                                                  | | Gelida Ctra. de Martorell a Gelida, passat el Restaurant de la Fanga             | 41° 26′ 47″ N, 1° 52′ 28″ E / 41.446469°N,1.874441°E | fitxa | Carregueu una nova foto                                                 |
| Can Rosell de la Muntanya (I)                                   | | Gelida                                                                           |                                                      | fitxa | Carregueu una nova foto                                                 |
| Can Rosell de la Muntanya (II)                                  | Inscripció: Any 1814 | Gelida                                                                           |                                                      | fitxa | Carregueu una nova foto                                                 |
| Can Toni Oller                                                  | Inscripció: 1945 | Gelida Ctra. Gelida-Corbera                                                      |                                                      | fitxa | Carregueu una nova foto                                                 |
| Can Torrents de les Oliveres                                    | | Gelida                                                                           | 41° 26′ 04″ N, 1° 51′ 59″ E / 41.434525°N,1.866439°E | fitxa | Carregueu una nova foto                                                 |
| Carrer del Pi, 10                                               | Inscripció: Tempus fugit                                                                                                   | Gelida C. del Pi, 10                                                             |                                                      | fitxa | Carregueu una nova foto                                                 |
| Casal Font, Residència geriàtrica Llar Sant Jordi               | Inscripció: Fes, oh Sol, que puga sempre assenyalar hores d'amor i benaurança                                              | Gelida Afores Gelida, direcció Sant Sadurní                                      | 41° 26′ 15″ N, 1° 51′ 42″ E / 41.437575°N,1.861709°E | fitxa | Carregueu una nova foto                                                 |
| El Racó                                                         | | Gelida Prop de la font de Sant Miquel                                            |                                                      | fitxa | Carregueu una nova foto                                                 |
| El Molí Vell, Fàbrica Can Guarro                                | Inscripció: Nadia pase por ese vivir sin que diga por su vida que fue conssevida Maria con la oracion Ave Maria / Any 1889 | Gelida Polígon Industrial Guarro Casas                                           | 41° 26′ 57″ N, 1° 52′ 12″ E / 41.449195°N,1.869952°E | fitxa | Carregueu una nova foto                                                 |
| Can Llopard de Dalt                                             | | Gelida Façana lateral, el Puig de Gelida                                         |                                                      | fitxa | Carregueu una nova foto                                                 |
| La Talaia                                                       | Inscripció: Año 1889 | Gelida Ctra. de Gelida a Sant Llorenç                                            | 41° 27′ 08″ N, 1° 51′ 01″ E / 41.452278°N,1.850411°E | fitxa | La Talaia (Gelida) · Carregueu una nova foto                            |
| Torre del Cavaller Lloselles                                    | | Gelida Ctra. de Martorell a Gelida                                               | 41° 26′ 54″ N, 1° 52′ 56″ E / 41.44846°N,1.882161°E  | fitxa | Carregueu una nova foto                                                 |
| Masia de can Farigola                                           | | Gelida                                                                           |                                                      | fitxa | Carregueu una nova foto                                                 |
| Masia de Ca n'Oller de la Muntanya                              | | Gelida Pati interior                                                             | 41° 25′ 41″ N, 1° 52′ 54″ E / 41.427953°N,1.881708°E | fitxa | Carregueu una nova foto                                                 |
| Torre de l'Albet                                                | | Gelida Barri de Sant Salvador de la Calçada                                      | 41° 27′ 06″ N, 1° 51′ 58″ E / 41.451576°N,1.86617°E  | fitxa | Torre de l'Albet (Gelida) · Carregueu una nova foto                     |
| Ca l'Altimires                                                  | | Gelida Pl. del Pi, 11                                                            | 41° 26′ 32″ N, 1° 51′ 35″ E / 41.442216°N,1.859653°E | fitxa | Carregueu una nova foto                                                 |
| Can Llopard de Baix                                             | | Gelida Barri del Puig                                                            | 41° 26′ 05″ N, 1° 50′ 58″ E / 41.434734°N,1.849568°E | fitxa | Carregueu una nova foto                                                 |

## La Granada
| Nom          | Descripció       | Localització | Coordenades                                          | Fitxa | Imatge                                           |
| ------------ | ---------------- | ------------ | ---------------------------------------------------- | ----- | ------------------------------------------------ |
| Can Cuscó    | Inscripció: 1617 | La Granada   |                                                      | fitxa | Can Cuscó (la Granada) · Carregueu una nova foto |
| Ca l'Andraix |                  | La Granada   | 41° 22′ 20″ N, 1° 41′ 58″ E / 41.372250°N,1.699383°E | fitxa | Carregueu una nova foto                          |
| Can Miret    |                  | La Granada   | 41° 22′ 20″ N, 1° 42′ 08″ E / 41.372167°N,1.702350°E | fitxa | Carregueu una nova foto                          |
| La Teuleria  |                  | La Granada   | 41° 22′ 37″ N, 1° 42′ 34″ E / 41.376950°N,1.709567°E | fitxa | Carregueu una nova foto                          |

## Mediona
| Nom           | Descripció                            | Localització                                | Coordenades                                          | Fitxa | Imatge                  |
| ------------- | ------------------------------------- | ------------------------------------------- | ---------------------------------------------------- | ----- | ----------------------- |
| Cal Sisena    |                                       | Mediona C. Gaudí, 31                        | 41° 28′ 37″ N, 1° 36′ 43″ E / 41.477066°N,1.612066°E | fitxa | Carregueu una nova foto |
| Cal Suriol    | Inscripció: Qui dia passa, any empeny | Mediona C. de Sant Josep, 10, pati interior | 41° 28′ 35″ N, 1° 36′ 42″ E / 41.476283°N,1.611700°E | fitxa | Carregueu una nova foto |
| Ca l'Espineta |                                       | Mediona Barri de Can Xombo                  | 41° 29′ 06″ N, 1° 36′ 05″ E / 41.484933°N,1.601450°E | fitxa | Carregueu una nova foto |
| Cal Ferrer    |                                       | Mediona Barri de Can Xombo                  | 41° 29′ 24″ N, 1° 36′ 06″ E / 41.490083°N,1.601733°E | fitxa | Carregueu una nova foto |

## Olèrdola
| Nom                                           | Descripció                     | Localització                                                                 | Coordenades                                          | Fitxa | Imatge                  |
| --------------------------------------------- | ------------------------------ | ---------------------------------------------------------------------------- | ---------------------------------------------------- | ----- | ----------------------- |
| Cal Jaumet                                    |                                | Olèrdola Ctra. Sant Miquel a Moja, vora cementiri                            |                                                      | fitxa | Carregueu una nova foto |
| Cal Pere Pastor, rectangular                  | Ceràmica                       | Olèrdola                                                                     |                                                      | fitxa | Carregueu una nova foto |
| Cal Pere Pastor, circular                     | Pintura                        | Olèrdola                                                                     |                                                      | fitxa | Carregueu una nova foto |
| Cal Segarra                                   |                                | Olèrdola BV-2415 km 4                                                        | 41° 19′ 32″ N, 1° 45′ 20″ E / 41.325433°N,1.755417°E | fitxa | Carregueu una nova foto |
| L'Hostal Nou                                  |                                | Olèrdola Polígon industrial de Sant Pere Molanta                             | 41° 21′ 21″ N, 1° 43′ 40″ E / 41.355864°N,1.727815°E | fitxa | Carregueu una nova foto |
| Masia Casa Montserrat, Cal Vilella            |                                | Olèrdola C. Plana Rodo                                                       |                                                      | fitxa | Carregueu una nova foto |
| Capella del Sant Sepulcre (I)                 |                                | Olèrdola                                                                     |                                                      | fitxa | Carregueu una nova foto |
| Capella del Sant Sepulcre (II)                | Inscripció: Sempre és més tard | Olèrdola                                                                     |                                                      | fitxa | Carregueu una nova foto |
| Can Torres, Can Torres de la Font Tallada     |                                | Olèrdola BV-2415 km 1,5                                                      | 41° 20′ 12″ N, 1° 44′ 29″ E / 41.336650°N,1.741500°E | fitxa | Carregueu una nova foto |
| Cal Mitjans                                   |                                | Olèrdola Pl. de l'Església, Moja                                             |                                                      | fitxa | Carregueu una nova foto |
| Poble de Moja                                 |                                | Olèrdola Moja                                                                |                                                      | fitxa | Carregueu una nova foto |
| Can Falgà                                     |                                | Olèrdola Veïnat El Pi de la Serreta. Sant Miquel d'Olèrdola                  |                                                      | fitxa | Carregueu una nova foto |
| Església parroquial de Sant Miquel d'Olèrdola |                                | Olèrdola Pl. Sant Miquel Arcàngel, Sant Miquel d'Olèrdola                    | 41° 20′ 30″ N, 1° 44′ 38″ E / 41.341800°N,1.743900°E | fitxa | Carregueu una nova foto |
| Església de Sant Miquel d'Olèrdola            |                                | Olèrdola Conjunt Arqueològic i monumental d'Olèrdola. Sant Miquel d'Olèrdola | 41° 18′ 09″ N, 1° 42′ 34″ E / 41.3025°N,1.709443°E   | fitxa | Carregueu una nova foto |
| Cal Salvador                                  |                                | Olèrdola Caseria de Viladellops, n. 11                                       | 41° 18′ 28″ N, 1° 44′ 14″ E / 41.307767°N,1.737117°E | fitxa | Carregueu una nova foto |
| Casa del Marquès d'Alfarràs                   |                                | Olèrdola Viladellops                                                         | 41° 18′ 21″ N, 1° 44′ 11″ E / 41.305717°N,1.736483°E | fitxa | Carregueu una nova foto |
| Caseria de Viladellops, 10                    |                                | Olèrdola Caseria de Viladellops, n. 10                                       | 41° 18′ 27″ N, 1° 44′ 14″ E / 41.307450°N,1.737150°E | fitxa | Carregueu una nova foto |
| Caseria de Viladellops, 1                     |                                | Olèrdola Caseria de Viladellops, n. 1, part posterior                        | 41° 18′ 20″ N, 1° 44′ 12″ E / 41.305667°N,1.736700°E | fitxa | Carregueu una nova foto |

## Olesa de Bonesvalls
| Nom                      | Descripció               | Localització                                     | Coordenades                                          | Fitxa | Imatge                                                                   |
| ------------------------ | ------------------------ | ------------------------------------------------ | ---------------------------------------------------- | ----- | ------------------------------------------------------------------------ |
| Avinguda Hospital, 32    |                          | Olesa de Bonesvalls Av. Hospital, 32             |                                                      | fitxa | Carregueu una nova foto                                                  |
| Avinguda Hospital, 56    | Inscripció: Tempus fugit | Olesa de Bonesvalls Av. Hospital, 56             | 41° 20′ 51″ N, 1° 50′ 48″ E / 41.347450°N,1.846650°E | fitxa | Carregueu una nova foto                                                  |
| Can Giralt               |                          | Olesa de Bonesvalls C. Riera, 2                  | 41° 21′ 01″ N, 1° 50′ 53″ E / 41.350400°N,1.847933°E | fitxa | Carregueu una nova foto                                                  |
| Can Parellada, sud       |                          | Olesa de Bonesvalls BV-2411 km 20,3              | 41° 20′ 48″ N, 1° 50′ 03″ E / 41.346767°N,1.834183°E | fitxa | Carregueu una nova foto                                                  |
| Can Parellada, sud-est   | Inscripció: 1613         | Olesa de Bonesvalls BV-2411 km 20,3              | 41° 20′ 49″ N, 1° 50′ 02″ E / 41.346867°N,1.833950°E | fitxa | Carregueu una nova foto                                                  |
| Can Pons                 | Inscripció: 0049 AB48    | Olesa de Bonesvalls C. Ordal, 2                  | 41° 21′ 16″ N, 1° 51′ 00″ E / 41.354400°N,1.849967°E | fitxa | Carregueu una nova foto                                                  |
| Can Sansó                |                          | Olesa de Bonesvalls C. Raval, 1                  | 41° 21′ 11″ N, 1° 51′ 02″ E / 41.352967°N,1.850550°E | fitxa | Carregueu una nova foto                                                  |
| Caves Tutusaus, esquerra |                          | Olesa de Bonesvalls Pl. de la Creu               | 41° 21′ 09″ N, 1° 50′ 59″ E / 41.352633°N,1.849767°E | fitxa | Caves Tutusaus, esquerra (Olesa de Bonesvalls) · Carregueu una nova foto |
| Caves Tutusaus, dreta    |                          | Olesa de Bonesvalls Pl. de la Creu               | 41° 21′ 10″ N, 1° 51′ 00″ E / 41.352650°N,1.849883°E | fitxa | Carregueu una nova foto                                                  |
| Mas Nou de les Corts     |                          | Olesa de Bonesvalls BV-2411 km 20,3              | 41° 20′ 57″ N, 1° 50′ 04″ E / 41.349300°N,1.834417°E | fitxa | Carregueu una nova foto                                                  |
| Can Fuster               |                          | Olesa de Bonesvalls C. Puig-Morer, 5. L'Hospital | 41° 20′ 48″ N, 1° 50′ 46″ E / 41.346633°N,1.846033°E | fitxa | Carregueu una nova foto                                                  |
| Hospital de Cervelló     |                          | Olesa de Bonesvalls L'Hospital                   | 41° 20′ 42″ N, 1° 50′ 46″ E / 41.345133°N,1.846033°E | fitxa | Carregueu una nova foto                                                  |

## Pacs del Penedès
| Nom              | Descripció | Localització     | Coordenades | Fitxa | Imatge                  |
| ---------------- | ---------- | ---------------- | ----------- | ----- | ----------------------- |
| Pacs del Penedès | Esgrafiat  | Pacs del Penedès |             | fitxa | Carregueu una nova foto |

## El Pla del Penedès
| Nom                                    | Descripció                                                                                | Localització                      | Coordenades                                          | Fitxa | Imatge                                                                   |
| -------------------------------------- | ----------------------------------------------------------------------------------------- | --------------------------------- | ---------------------------------------------------- | ----- | ------------------------------------------------------------------------ |
| Can Nadal de la Bogadella, Caves Nadal | Inscripció: Del Sol quan passa més alt i del raïm cuidat com cal, en fem el xampany Nadal | El Pla del Penedès Crta BV-2153   | 41° 25′ 26″ N, 1° 42′ 02″ E / 41.423867°N,1.700650°E | fitxa | Can Nadal de la Bogadella (el Pla del Penedès) · Carregueu una nova foto |
| Can Respall de Renardes                | Inscripció: El vi parató es tan bo, que fins els angles en beuen                          | El Pla del Penedès                |                                                      | fitxa | Carregueu una nova foto                                                  |
| La Casa Alta                           |                                                                                           | El Pla del Penedès Bonavista      |                                                      | fitxa | Carregueu una nova foto                                                  |
| Cal Casanoves                          |                                                                                           | El Pla del Penedès Les Parellades |                                                      | fitxa | Carregueu una nova foto                                                  |

## Pontons
| Nom               | Descripció | Localització | Coordenades                                          | Fitxa | Imatge                  |
| ----------------- | ---------- | ------------ | ---------------------------------------------------- | ----- | ----------------------- |
| El Mas de Pontons |            | Pontons      | 41° 26′ 07″ N, 1° 32′ 11″ E / 41.435358°N,1.536431°E | fitxa | Carregueu una nova foto |

## Sant Cugat Sesgarrigues
| Nom                           | Descripció | Localització                                       | Coordenades                                          | Fitxa | Imatge                                                                               |
| ----------------------------- | ---------- | -------------------------------------------------- | ---------------------------------------------------- | ----- | ------------------------------------------------------------------------------------ |
| Sant Cugat Sesgarrigues       | Pintat     | Sant Cugat Sesgarrigues                            |                                                      | fitxa | Carregueu una nova foto                                                              |
| Can Sanyes                    |            | Sant Cugat Sesgarrigues C. de Les Creus, 46        | 41° 21′ 56″ N, 1° 45′ 22″ E / 41.365683°N,1.756117°E | fitxa | Carregueu una nova foto                                                              |
| La Serra Nova                 |            | Sant Cugat Sesgarrigues C. de la Torre del Gall, 1 | 41° 21′ 54″ N, 1° 45′ 06″ E / 41.364883°N,1.751600°E | fitxa | Carregueu una nova foto                                                              |
| Masia la Torre                |            | Sant Cugat Sesgarrigues C. la Torre del Gall       | 41° 21′ 58″ N, 1° 44′ 58″ E / 41.366150°N,1.749567°E | fitxa | Masia la Torre (Sant Cugat Sesgarrigues) · Vegeu més fotos · Carregueu una nova foto |
| Cal Benat, antiga hostatgeria |            | Sant Cugat Sesgarrigues Les Cases Roges            |                                                      | fitxa | Carregueu una nova foto                                                              |

## Sant Llorenç d'Hortons
| Nom                                | Descripció                                                            | Localització                                       | Coordenades                                          | Fitxa | Imatge                                                                      |
| ---------------------------------- | --------------------------------------------------------------------- | -------------------------------------------------- | ---------------------------------------------------- | ----- | --------------------------------------------------------------------------- |
| Cal Canyes                         |                                                                       | Sant Llorenç d'Hortons                             | 41° 28′ 00″ N, 1° 49′ 45″ E / 41.466684°N,1.82915°E  | fitxa | Carregueu una nova foto                                                     |
| Restaurant Cal Quim                |                                                                       | Sant Llorenç d'Hortons                             |                                                      | fitxa | Carregueu una nova foto                                                     |
| Cal Font de l'Alzinar, façana oest | Inscripció: Any 1817                                                  | Sant Llorenç d'Hortons Camí de Can Font a Espiells | 41° 27′ 18″ N, 1° 49′ 39″ E / 41.455133°N,1.827517°E | fitxa | Carregueu una nova foto                                                     |
| Cal Font de l'Alzinar, façana est  |                                                                       | Sant Llorenç d'Hortons Camí de Can Font a Espiells | 41° 27′ 19″ N, 1° 49′ 38″ E / 41.455183°N,1.827267°E | fitxa | Carregueu una nova foto                                                     |
| La Casa Vella de Can Serra         |                                                                       | Sant Llorenç d'Hortons                             | 41° 28′ 17″ N, 1° 49′ 33″ E / 41.471367°N,1.825917°E | fitxa | Carregueu una nova foto                                                     |
| Rectoria de Sant Llorenç d'Hortons | Inscripció: El temps passa, envellim, fem via al cel, Sant Llorencins | Sant Llorenç d'Hortons Pl. de la Rectoria          | 41° 28′ 12″ N, 1° 49′ 23″ E / 41.469983°N,1.822967°E | fitxa | Rectoria de Sant Llorenç (Sant Llorenç d'Hortons) · Carregueu una nova foto |

## Sant Martí Sarroca
| Nom                                       | Descripció                                                                              | Localització                                     | Coordenades                                          | Fitxa | Imatge                                                                           |
| ----------------------------------------- | --------------------------------------------------------------------------------------- | ------------------------------------------------ | ---------------------------------------------------- | ----- | -------------------------------------------------------------------------------- |
| Sant Martí Sarroca                        | Sobre una taula de pedra. Inscripció: Ja pots pujar-hi de peus / ara és l'hora que veus | Sant Martí Sarroca                               |                                                      | fitxa | Carregueu una nova foto                                                          |
| Avinguda de Josep Anselm Clavé, 70        |                                                                                         | Sant Martí Sarroca Av. de Josep Anselm Clavé, 70 | 41° 23′ 10″ N, 1° 36′ 43″ E / 41.386033°N,1.612000°E | fitxa | Carregueu una nova foto                                                          |
| Can Lleó                                  | Inscripció: Fes via que aviat serà nit                                                  | Sant Martí Sarroca Ctra. BV-2121, km 5           | 41° 22′ 10″ N, 1° 38′ 54″ E / 41.369318°N,1.648339°E | fitxa | Carregueu una nova foto                                                          |
| L'Hostal                                  |                                                                                         | Sant Martí Sarroca Ctra. BV-2122, km 8,5         | 41° 22′ 52″ N, 1° 37′ 08″ E / 41.380997°N,1.618846°E | fitxa | L'Hostal (Sant Martí Sarroca) · Carregueu una nova foto                          |
| Pujada de Can Sogas                       |                                                                                         | Sant Martí Sarroca                               |                                                      | fitxa | Carregueu una nova foto                                                          |
| Casa a la pujada al castell de Sant Martí | Equatorial. Inscripció: Tempori servio                                                  | Sant Martí Sarroca                               |                                                      | fitxa | Carregueu una nova foto                                                          |
| Can Bolet de la Torre d'en Vernet         | Inscripció: Can Bolet de la Torre d'en Vernet                                           | Sant Martí Sarroca la Torre d'en Vernet          | 41° 21′ 11″ N, 1° 37′ 28″ E / 41.353068°N,1.624495°E |       | Can Bolet de la Torre d'en Vernet (Sant Martí Sarroca) · Carregueu una nova foto |

## Sant Pere de Riudebitlles
| Nom                    | Descripció               | Localització                                 | Coordenades                                          | Fitxa | Imatge                                                                                   |
| ---------------------- | ------------------------ | -------------------------------------------- | ---------------------------------------------------- | ----- | ---------------------------------------------------------------------------------------- |
| Cal Carles             | Inscripció: Any MCMXXV   | Sant Pere de Riudebitlles C. Carretera, 38   | 41° 27′ 03″ N, 1° 42′ 13″ E / 41.450711°N,1.703719°E | fitxa | Cal Carles (Sant Pere de Riudebitlles) · Vegeu més fotos · Carregueu una nova foto       |
| Casa de Miquel Saumell | Inscripció: Tempus fugit | Sant Pere de Riudebitlles C. Montseny, 11-13 |                                                      | fitxa | Carregueu una nova foto                                                                  |
| Casa Josep Arnan       |                          | Sant Pere de Riudebitlles C. Major, 18       | 41° 27′ 13″ N, 1° 42′ 09″ E / 41.453482°N,1.702575°E | fitxa | Casa Josep Arnan (Sant Pere de Riudebitlles) · Vegeu més fotos · Carregueu una nova foto |

## Sant Quintí de Mediona
| Nom               | Descripció                                                                           | Localització                                | Coordenades                                          | Fitxa | Imatge                                                               |
| ----------------- | ------------------------------------------------------------------------------------ | ------------------------------------------- | ---------------------------------------------------- | ----- | -------------------------------------------------------------------- |
| Masia la Passada  |                                                                                      | Sant Quintí de Mediona Ctra. C-244, km 21,5 | 41° 27′ 31″ N, 1° 40′ 25″ E / 41.458674°N,1.673748°E | fitxa | Masia la Passada (Sant Quintí de Mediona) · Carregueu una nova foto  |
| Societat El Jardí | Inscripció: Sol que surts cada matí / a la paret del Jardí / per alegrar Sant Quintí | Sant Quintí de Mediona C. Pi i Margall      |                                                      | fitxa | Societat El Jardí (Sant Quintí de Mediona) · Carregueu una nova foto |

## Sant Sadurní d'Anoia
| Nom                                    | Descripció                                                                 | Localització                                              | Coordenades                                           | Fitxa | Imatge                                                                                      |
| -------------------------------------- | -------------------------------------------------------------------------- | --------------------------------------------------------- | ----------------------------------------------------- | ----- | ------------------------------------------------------------------------------------------- |
| Cal Mir de les Casetes                 | Inscripció: any 1931                                                       | Sant Sadurní d'Anoia                                      |                                                       | fitxa | Cal Mir de les Casetes (Sant Sadurní d'Anoia) · Carregueu una nova foto                     |
| Cal Mota                               | Inscripció: Ni tu ni jo tindríem corda si no fos Déu que se'n recorda      | Sant Sadurní d'Anoia                                      |                                                       | fitxa | Carregueu una nova foto                                                                     |
| Cal Sení de Can Mota                   |                                                                            | Sant Sadurní d'Anoia C. Raval, 23, façana posterior       |                                                       | fitxa | Cal Sení de Can Mota (Sant Sadurní d'Anoia) · Carregueu una nova foto                       |
| Can Romeu dels Borrulls, sud-est       | Inscripció: 1860 - R.S.C.                                                  | Sant Sadurní d'Anoia                                      |                                                       | fitxa | Carregueu una nova foto                                                                     |
| Can Romeu dels Borrulls, sud-oest      | Inscripció: 1860 - R.S.C.                                                  | Sant Sadurní d'Anoia                                      |                                                       | fitxa | Carregueu una nova foto                                                                     |
| Caves Segura Viudas                    |                                                                            | Sant Sadurní d'Anoia Ctra. de Sant Sadurní a Sant Quintí  |                                                       | fitxa | Carregueu una nova foto                                                                     |
| Covides, Cooperativa vitico-fruitera   | Inscripció: Covides / A l'hora de beure bon vi, no pot faltar-hi el d'aquí | Sant Sadurní d'Anoia                                      |                                                       | fitxa | Covides (Sant Sadurní d'Anoia) · Carregueu una nova foto                                    |
| Escola Intermunicipal de Sant Sadurní  | Inscripció: 1989                                                           | Sant Sadurní d'Anoia                                      |                                                       | fitxa | Carregueu una nova foto                                                                     |
| Caves Freixenet                        | Inscripció: Ora et labora                                                  | Sant Sadurní d'Anoia Pati de les caves, c. d'en Joan Sala | 41° 25′ 14″ N, 1° 47′ 39″ E / 41.420450°N,1.794133°E  | fitxa | Carregueu una nova foto                                                                     |
| Rambla Generalitat, 54-56              | Inscripció: 2009                                                           | Sant Sadurní d'Anoia Rambla Generalitat, 54-56            | 41° 25′ 33″ N, 1° 47′ 10″ E / 41.425762°N,1.785979°E  | fitxa | Carregueu una nova foto                                                                     |
| Can Llopard de les Alzines, façana sud |                                                                            | Sant Sadurní d'Anoia Camí Ral d'Espiells                  | 41° 27′ 15″ N, 1° 48′ 27″ E / 41.454100°N,1.807600°E  | fitxa | Can Llopard de les Alzines, façana sud (Sant Sadurní d'Anoia) · Carregueu una nova foto     |
| Can Llopard de les Alzines, façana est | Inscripció: Any 1828                                                       | Sant Sadurní d'Anoia Camí Ral d'Espiells                  | 41° 27′ 15″ N, 1° 48′ 28″ E / 41.454117°N,1.807717°E  | fitxa | Carregueu una nova foto                                                                     |
| Caves Mestres                          | Inscripció: 1312 - 1928                                                    | Sant Sadurní d'Anoia Pl. de l'Ajuntament, 8               | 41° 25′ 28″ N, 1° 47′ 12″ E / 41.424411°N,1.7865416°E | fitxa | Carregueu una nova foto                                                                     |
| Rectoria de Sant Sadurní               | Inscripció: Jo sense sol tu sense fe no valem rè                           | Sant Sadurní d'Anoia Pl. del Dr. Salvans, 1               | 41° 25′ 29″ N, 1° 47′ 22″ E / 41.424852°N,1.789544°E  | fitxa | Rectoria de Sant Sadurní (Sant Sadurní d'Anoia) · Vegeu més fotos · Carregueu una nova foto |

## Santa Fe del Penedès
| Nom      | Descripció | Localització                       | Coordenades | Fitxa | Imatge                  |
| -------- | ---------- | ---------------------------------- | ----------- | ----- | ----------------------- |
| Cal Puig |            | Santa Fe del Penedès Pati interior |             | fitxa | Carregueu una nova foto |

## Santa Margarida i els Monjos
| Nom                                                              | Descripció               | Localització                                                                           | Coordenades                                          | Fitxa | Imatge                                                                                      |
| ---------------------------------------------------------------- | ------------------------ | -------------------------------------------------------------------------------------- | ---------------------------------------------------- | ----- | ------------------------------------------------------------------------------------------- |
| Antiga rectoria de Santa Margarita                               |                          | Santa Margarida i els Monjos Al sud del poble                                          |                                                      | fitxa | Antiga rectoria de Santa Margarita (Santa Margarida i els Monjos) · Carregueu una nova foto |
| Cal Noi de Ballestà                                              |                          | Santa Margarida i els Monjos Passat el Castell de Penyafort, a 1 km de Santa Margarida |                                                      | fitxa | Cal Noi de Ballestà (Santa Margarida i els Monjos) · Carregueu una nova foto                |
| Can Pagès de Bellavista                                          |                          | Santa Margarida i els Monjos Barri Can Rubió                                           |                                                      | fitxa | Carregueu una nova foto                                                                     |
| Casa en front de la Masia Espitlles (actualment llar Geriàtrica) |                          | Santa Margarida i els Monjos Caseria d'Espitlles                                       |                                                      | fitxa | Carregueu una nova foto                                                                     |
| Casetes d'en Salines                                             | Inscripció: Tempus fugit | Santa Margarida i els Monjos                                                           |                                                      | fitxa | Carregueu una nova foto                                                                     |
| Hostal del Penedès                                               |                          | Santa Margarida i els Monjos Ctra. N-340, façana posterior del garatge                 |                                                      | fitxa | Carregueu una nova foto                                                                     |
| Mas Catarro, actualment Casa de Cultura de l'Ajuntament          |                          | Santa Margarida i els Monjos Pl. del Molí de Vent, els Monjos                          | 41° 19′ 32″ N, 1° 39′ 44″ E / 41.325515°N,1.662352°E | fitxa | Carregueu una nova foto                                                                     |
| Masia Alborna                                                    |                          | Santa Margarida i els Monjos Més amunt de la fàbrica de ciment de Santa Margarida      |                                                      | fitxa | Carregueu una nova foto                                                                     |
| Masia l'Abadal, sud-oest                                         |                          | Santa Margarida i els Monjos Tocant al castell de Penyafort                            |                                                      | fitxa | Carregueu una nova foto                                                                     |
| Masia l'Abadal, sud-est                                          |                          | Santa Margarida i els Monjos Tocant al castell de Penyafort                            |                                                      | fitxa | Masia l'Abadal, sud-est (Santa Margarida i els Monjos) · Carregueu una nova foto            |
| Masia Penyafel                                                   |                          | Santa Margarida i els Monjos En front de l'ermita de Penyafel                          | 41° 19′ 01″ N, 1° 41′ 00″ E / 41.316923°N,1.68339°E  | fitxa | Carregueu una nova foto                                                                     |
| Ca l'Eixalà, Restaurant Ca n'Ayxelà                              |                          | Santa Margarida i els Monjos Ctra. Vilafranca - Sant Jaume, km. 2,5                    | 41° 20′ 07″ N, 1° 39′ 42″ E / 41.335344°N,1.661768°E | fitxa | Carregueu una nova foto                                                                     |
| La Tallada, Club d'Hípica                                        |                          | Santa Margarida i els Monjos La Ràpita                                                 |                                                      | fitxa | Carregueu una nova foto                                                                     |

## Subirats
| Nom                                                          | Descripció                                                                               | Localització                                                     | Coordenades                                          | Fitxa | Imatge                                                              |
| ------------------------------------------------------------ | ---------------------------------------------------------------------------------------- | ---------------------------------------------------------------- | ---------------------------------------------------- | ----- | ------------------------------------------------------------------- |
| Cal Tet                                                      |                                                                                          | Subirats C. Transversal - Torre Romana                           |                                                      | fitxa | Carregueu una nova foto                                             |
| Can Figueres (façana lateral esquerra), Caves Olivé Batllori |                                                                                          | Subirats                                                         |                                                      | fitxa | Carregueu una nova foto                                             |
| Can Figueres (façana principal), Caves Olivé Batllori        |                                                                                          | Subirats                                                         |                                                      | fitxa | Carregueu una nova foto                                             |
| Cal Ros                                                      |                                                                                          | Subirats                                                         | 41° 24′ 22″ N, 1° 49′ 18″ E / 41.405988°N,1.821601°E | fitxa | Carregueu una nova foto                                             |
| Can Bosc d'Anoia                                             |                                                                                          | Subirats                                                         | 41° 25′ 40″ N, 1° 49′ 13″ E / 41.427750°N,1.820333°E | fitxa | Carregueu una nova foto                                             |
| Can Vidal de la Costa                                        |                                                                                          | Subirats Ctra. de Sant Sadurní a l'Ordal                         |                                                      | fitxa | Carregueu una nova foto                                             |
| Mas Olivé (I), Mas Miró                                      |                                                                                          | Subirats Ctra. de Sant Sadurní a Sant Pau i Lavern               |                                                      | fitxa | Carregueu una nova foto                                             |
| Mas Olivé (II), Mas Miró                                     | Inscripció: Tempus fugit                                                                 | Subirats Ctra. de Sant Sadurní a Sant Pau i Lavern               |                                                      | fitxa | Carregueu una nova foto                                             |
| Cal Ninus                                                    |                                                                                          | Subirats C. Sant Batista, 30, nucli Can Batista                  | 41° 24′ 36″ N, 0° 46′ 29″ E / 41.409918°N,.774715°E  | fitxa | Cal Ninus (Subirats) · Carregueu una nova foto                      |
| Cal Frare                                                    |                                                                                          | Subirats Barri de Can Rossell de la Costa                        |                                                      | fitxa | Carregueu una nova foto                                             |
| Can Puig                                                     |                                                                                          | Subirats Barri de Can Rossell de la Costa                        |                                                      | fitxa | Can Puig (Subirats) · Carregueu una nova foto                       |
| Can Rigol                                                    |                                                                                          | Subirats Els Casots                                              | 41° 24′ 42″ N, 1° 47′ 57″ E / 41.411750°N,1.799050°E | fitxa | Carregueu una nova foto                                             |
| Can Vidal                                                    |                                                                                          | Subirats Els Casots                                              | 41° 24′ 14″ N, 1° 48′ 47″ E / 41.403850°N,1.813017°E | fitxa | Carregueu una nova foto                                             |
| Mas la Bardera                                               |                                                                                          | Subirats Els Casots                                              | 41° 24′ 09″ N, 1° 47′ 29″ E / 41.402467°N,1.791333°E | fitxa | Carregueu una nova foto                                             |
| Can Maristany                                                |                                                                                          | Subirats Lavern, ctra. a Sant Sadurní, trencall a mà dreta       | 41° 23′ 52″ N, 1° 46′ 35″ E / 41.397650°N,1.776417°E | fitxa | Carregueu una nova foto                                             |
| Hotel Restaurant Sol i Vi                                    | Inscripció: 1972                                                                         | Subirats C-243a km 4. Lavern                                     | 41° 24′ 07″ N, 1° 45′ 26″ E / 41.401883°N,1.757183°E | fitxa | Carregueu una nova foto                                             |
| Savall                                                       |                                                                                          | Subirats Lavern                                                  | 41° 23′ 50″ N, 1° 47′ 30″ E / 41.397233°N,1.791717°E | fitxa | Carregueu una nova foto                                             |
| Masia al barri del Vidre                                     |                                                                                          | Subirats Ctra. N-340, km. 1226, Ordal                            |                                                      | fitxa | Carregueu una nova foto                                             |
| Can Guilera                                                  |                                                                                          | Subirats Sant Pau 36, Sant Pau d'Ordal                           | 41° 22′ 52″ N, 1° 47′ 47″ E / 41.381183°N,1.796367°E | fitxa | Can Guilera (Subirats) · Vegeu més fotos · Carregueu una nova foto  |
| Casa Nova del Masset del Lleó, Caves Massana-Moya            | Inscripció: Del sol visc si és present. Res no faig si és absent.                        | Subirats Façana lateral, finca Masset del Lleó, Sant Pau d'Ordal | 41° 22′ 55″ N, 1° 46′ 54″ E / 41.382001°N,1.781651°E | fitxa | Casa Nova del Masset del Lleó (Subirats) · Carregueu una nova foto  |
| El Maset del Lleó, Caves Massana-Moya                        | Inscripció: Pels camins del cel el sol va fent via, mira l'hora que és i aprofita el dia | Subirats Pati interior, Sant Pau d'Ordal                         |                                                      | fitxa | Carregueu una nova foto                                             |
| Restaurant Cal Pere del Masset                               | Inscripció: A cal Pere del Maset, menjaràs com un canonge i beuràs com un rei Pepet      | Subirats Sant Pau d'Ordal                                        |                                                      | fitxa | Carregueu una nova foto                                             |
| Torre Ramona o Palau Gralla, façana principal                | Inscripció: 1615                                                                         | Subirats Torre Ramona                                            | 41° 25′ 17″ N, 1° 49′ 11″ E / 41.421478°N,1.819693°E | fitxa | Carregueu una nova foto                                             |
| Torre Ramona o Palau Gralla, façana oest                     | Inscripció: A 2 abril 1615                                                               | Subirats Torre Ramona                                            | 41° 25′ 17″ N, 1° 49′ 11″ E / 41.421437°N,1.819625°E | fitxa | Carregueu una nova foto                                             |
| Ca n'Escardó                                                 |                                                                                          | Subirats Ctra. BV-2155 de Puigdàlber                             | 41° 23′ 52″ N, 1° 44′ 00″ E / 41.397678°N,1.733317°E |       | Ca n'Escardó (Subirats) · Vegeu més fotos · Carregueu una nova foto |
| La Foradada                                                  |                                                                                          | Subirats                                                         | 41° 25′ 42″ N, 1° 48′ 30″ E / 41.428420°N,1.808275°E |       | La Foradada (Subirats) · Vegeu més fotos · Carregueu una nova foto  |

## Torrelavit
| Nom                         | Descripció                                                                                            | Localització                                                  | Coordenades                                          | Fitxa | Imatge                  |
| --------------------------- | --- | ------------------------------------------------------------- | ---------------------------------------------------- | ----- | ----------------------- |
| Carrer Mn. Segimon Tomeu, 7 | | Torrelavit C. Mn. Segimon Tomeu, 7                            |                                                      | fitxa | Carregueu una nova foto |
| Can Cardús                  | Inscripció: Del Sol quan passa més alt i del raïm cuidat com cal, en fem el xampany Nadal             | Torrelavit                                                    | 41° 26′ 45″ N, 1° 44′ 54″ E / 41.445891°N,1.74836°E  | fitxa | Carregueu una nova foto |
| Can Parellada de la Mata    | | Torrelavit Ctra. BP-2151 Sant Sadurní - Riudebitlles, km 13,4 | 41° 26′ 10″ N, 1° 44′ 11″ E / 41.436022°N,1.736258°E | fitxa | Carregueu una nova foto |
| Can Raspall dels Horts      | Inscripció: Can Raspall dels Horts. Any 1506 / Sense rodes, molles ni pes, marca el Sol l'hora que és | Torrelavit Ctra. C-244, km 26,5                               | 41° 25′ 35″ N, 1° 41′ 15″ E / 41.426287°N,1.687381°E | fitxa | Carregueu una nova foto |

## Torrelles de Foix
| Nom                    | Descripció | Localització                     | Coordenades                                          | Fitxa | Imatge                                                   |
| ---------------------- | ---------- | -------------------------------- | ---------------------------------------------------- | ----- | -------------------------------------------------------- |
| Mas Florit             |            | Torrelles de Foix Barri Cal Via  | 41° 24′ 39″ N, 1° 35′ 09″ E / 41.410717°N,1.585883°E | fitxa | Carregueu una nova foto                                  |
| Mas Guineu             |            | Torrelles de Foix                | 41° 24′ 50″ N, 1° 37′ 01″ E / 41.414004°N,1.616956°E | fitxa | Mas Guineu (Torrelles de Foix) · Carregueu una nova foto |
| Mas la Llambarda Vella |            | Torrelles de Foix BP-2121, km 20 | 41° 26′ 28″ N, 1° 33′ 36″ E / 41.441083°N,1.559933°E | fitxa | Carregueu una nova foto                                  |

## Vilafranca del Penedès
| Nom                       | Descripció                                                                                               | Localització                                                            | Coordenades                                          | Fitxa | Imatge                                                                       |
| ------------------------- | --- | ----------------------------------------------------------------------- | ---------------------------------------------------- | ----- | ---------------------------------------------------------------------------- |
| Barri de Sant Julià       | | Vilafranca del Penedès                                                  |                                                      | fitxa | Carregueu una nova foto                                                      |
| Ca l'Alba                 | | Vilafranca del Penedès Veïnat del Pi de la Serreta, 25                  |                                                      | fitxa | Carregueu una nova foto                                                      |
| Ca l'Aixelà, restaurant   | | Vilafranca del Penedès                                                  |                                                      | fitxa | Carregueu una nova foto                                                      |
| Carretera de Vilanova     | | Vilafranca del Penedès Ctra. de Vilanova, abans del pont de l'autopista |                                                      | fitxa | Carregueu una nova foto                                                      |
| El Mas de la Torreta      | Inscripció: Des de dalt del Coll dels Bous veuràs la torreta. La vinya ben neta i els sembrats ben tous. | Vilafranca del Penedès                                                  |                                                      | fitxa | Carregueu una nova foto                                                      |
| Avinguda de Barcelona, 63 | Inscripció: 1915                                                                                         | Vilafranca del Penedès Av. de Barcelona, 63                             | 41° 20′ 46″ N, 1° 42′ 11″ E / 41.346237°N,1.70309°E  | fitxa | Avinguda de Barcelona, 63 (Vilafranca del Penedès) · Carregueu una nova foto |
| El Pont Nou               | | Vilafranca del Penedès                                                  | 41° 20′ 58″ N, 1° 42′ 51″ E / 41.349459°N,1.714275°E | fitxa | Carregueu una nova foto                                                      |
| Can Pere Pau              | | Vilafranca del Penedès Perepau                                          | 41° 20′ 54″ N, 1° 44′ 16″ E / 41.348233°N,1.737882°E |       | Can Pere Pau (Vilafranca del Penedès) · Carregueu una nova foto              |

## Vilobí del Penedès
| Nom                     | Descripció | Localització                                       | Coordenades                                          | Fitxa | Imatge                                                                     |
| ----------------------- | ---------- | -------------------------------------------------- | ---------------------------------------------------- | ----- | -------------------------------------------------------------------------- |
| Vilobí del Penedès      |            | Vilobí del Penedès Interior del baluard            |                                                      | fitxa | Carregueu una nova foto                                                    |
| Carretera BV-2127, km 7 |            | Vilobí del Penedès Ctra. BV-2127, km 7             | 41° 23′ 54″ N, 1° 39′ 46″ E / 41.398367°N,1.662783°E | fitxa | Carregueu una nova foto                                                    |
| Cal Gotlla              |            | Vilobí del Penedès Ctra. Vilafranca-Guardiola, 127 |                                                      | fitxa | Carregueu una nova foto                                                    |
| Casa Arcàngela          |            | Vilobí del Penedès Ctra. Vilafranca-Guardiola      |                                                      | fitxa | Carregueu una nova foto                                                    |
| Carrer Benestar         |            | Vilobí del Penedès Barri Bellver                   |                                                      | fitxa | Carregueu una nova foto                                                    |
| Carrer Penedès, 5       |            | Vilobí del Penedès C. Penedès 5, Bellver           |                                                      | fitxa | Carregueu una nova foto                                                    |
| La Saleta               |            | Vilobí del Penedès Ctra. BV-2127 km 4,52 a 600 m   | 41° 23′ 13″ N, 1° 40′ 33″ E / 41.386982°N,1.675732°E |       | La Saleta (Vilobí del Penedès) · Vegeu més fotos · Carregueu una nova foto |